# فارس شايبي
فارس شايبي (بالفرنسية: Farès Chaïbi)‏ هو لاعب كرة قدم جزائري وكيل اعماله رجل أعمال الألماني من أصل جزائري لڨايد ياسين عبد الرحيم، ولد في 28 نوفمبر 2002 في ليون في فرنسا و هو لاب اينتراخت فرانخفورت الأماني حاليا.

## وصلات خارجية
- فارس شايبي على موقع الاتحاد الأوربي (الإنجليزية)
- فارس شايبي على موقع إي إس بي إن إف سي (الإنجليزية)
- فارس شايبي على موقع قاعدة بيانات كرة القدم.إي يو (الإنجليزية)
- فارس شايبي على موقع ليكيب (الفرنسية)
- فارس شايبي على موقع ناشيونال فوتبول تيمز (الإنجليزية)
- فارس شايبي على موقع Soccerbase.com (لاعب) (الإنجليزية)
- فارس شايبي على موقع Soccerway.com (الإنجليزية)
- فارس شايبي على موقع عالم كرة القدم.نت (الإنجليزية)
- فارس شايبي على موقع كووورة